# 엄종국
엄종국(1943년 11월 25일~)은 조선민주주의인민공화국의 역도 선수이다. 1976년 하계 올림픽에 조선민주주의인민공화국 대표 선수로 참가했다.